# Westbury (New York)
Westbury ist ein Dorf mit dem Status „Incorporated Village“ in North Hempstead im US-Bundesstaat New York mit 15.242 Einwohnern (2013).

## Geographie
Westbury liegt auf Long Island, rund 30 Kilometer östlich des Zentrums von Manhattan. Der John F. Kennedy International Airport befindet sich in einer Entfernung von ca. 20 Kilometern im Südwesten. Im Norden von Westbury verläuft der Interstate 495 Highway.

## Geschichte
Mitte des 17. Jahrhunderts siedelten sich Quaker in der Gegend an. Weitere Siedler kauften Land von den Algonkinindianern. Im Jahr 1675 wurde der Ort Westbury genannt, da einige Siedler aus der englischen Stadt Westbury in Wiltshire stammten. Hauptlebensgrundlage der Einwohner war zunächst die Landwirtschaft, insbesondere die Schafzucht. Die Siedler beschäftigten auch viele afrikanische Sklaven, die sie 1775 aus religiösen Gründen in die Freiheit entließen und die daraufhin im Ort eigene Häuser bauten und neue Betriebe eröffneten. Nach der Amerikanischen Revolution ließen sich auch Siedler aus Italien und Deutschland in Westbury nieder. Als neuer Wirtschaftszweig entwickelte sich die Bauwirtschaft. Mitte des 20. Jahrhunderts wuchs die Einwohnerzahl aufgrund verstärkter Zuwanderung aus Lateinamerika und der Karibik. Aufgrund der Nähe zu New York City, jedoch in abgeschiedener und ruhiger Gegend, verlegten einige Bewohner der Metropole ihren ständigen Wohnsitz nach Westbury und versahen den Ort mit dem Spitznamen "A Community for All Seasons" (Eine Gemeinschaft für alle Jahreszeiten).

## Demografische Daten
Im Jahr 2013 wurde eine Einwohnerzahl von 15.242 Personen ermittelt, was einer Zunahme um 6,9 % gegenüber 2000 entspricht. Das Durchschnittsalter lag 2013 mit 39,3 Jahren leicht oberhalb des Wertes von New York, der 38,2 Jahre betrug. 23,4 % der heutigen Bewohner gehen auf Einwanderer aus Italien zurück. Weitere maßgebliche Zuwanderungsgruppen während der Anfänge des Ortes kamen zu 12,0 % aus Irland und zu 8,3 % aus Deutschland.

## Söhne und Töchter der Stadt
- Jotham Post junior (1771–1817), Politiker
- Frederick C. Hicks (1872–1925), Politiker
- Dennis Lipscomb (1942–2014), Schauspieler
- Kevin Conroy (1955–2022), Schauspieler und Synchronsprecher
- Joe Satriani (* 1956), Rockgitarrist
- Robert Fratta (1957–2023), Polizeibeamter und Mörder
- Neil Cavuto (* 1958), Fernsehmoderator
- Doctor Dré (* 1963), Schauspieler und Rapper
- Nancy McKeon (* 1966), Schauspielerin
- Louis Liotti (* 1985), Eishockeyspieler